# József Vencel liechtensteini herceg
József Vencel (Josef Wenzel Lorenz von Liechtenstein; 1696. augusztus 9. – 1772. február 10.) Liechtenstein hercege 1712-1718, 1732-1745 (János Nepomuk Károly herceg gyámjaként) és 1748-1772 között. 

## Élete

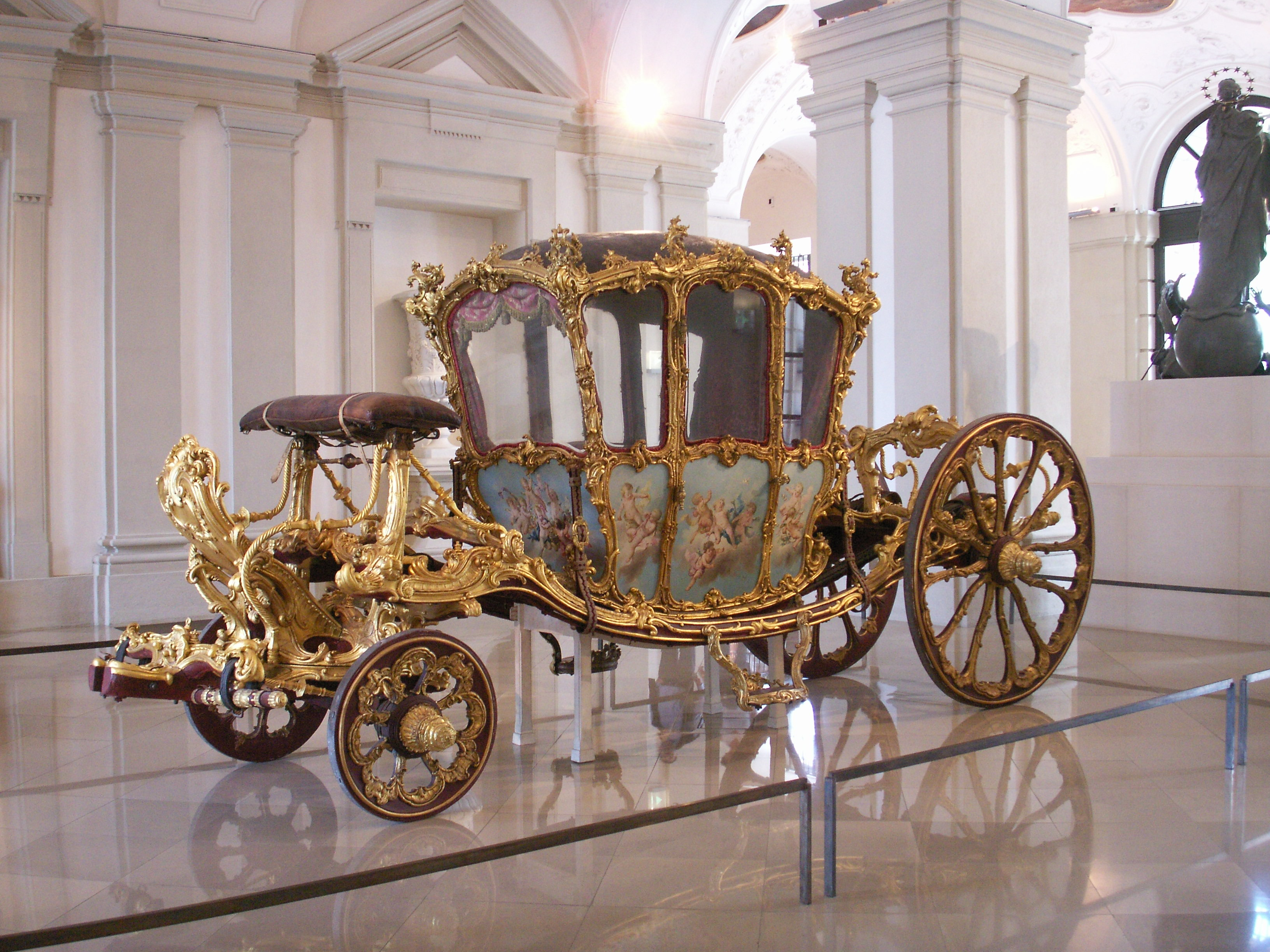
József Vencel aranyhintója a bécsi Palais Liechtensteinben

József Vencel 1696. augusztus 9-én született Prágában Philipp Erasmus von Liechtenstein (1664-1704) marsall és felesége, Christine Theresia von Loewenstein-Wertheim (1665-1730) gyermekeként. Dédunokája volt a Liechtenstein hercegi dinasztiát megalapító I. Károly öccsének, Gundakar von Liechtensteinnek. Tanárai között volt a bécsi császári udvari tanító, Johann Balthasar Antesperg nyelvész is.
1712-ben a család feje, I. János Ádám fiúutód hátrahagyása nélkül halt meg és a dinasztia élére a mindössze 16 éves József Vencelt állították. 1718-ban átadta posztját nagybátyjának, Antal Flóriánnak, aki számára a család schellenbergi és vaduzi birtokaiból VI. Károly császár létrehozta a Liechtensteini hercegséget, így a dinasztia képviselője helyet foglalhatott a Német-római Birodalom hercegi tanácsában.
József Vencel apja példáját követve katonai pályát választott. 1716-1718-ban alezredesi rangban harcolt Savoyai Jenő seregében a törökök ellen. A lengyel örökösödési háborúban nyújtott teljesítményéért 1734-ben kinevezték altábornaggyá (Feldmarschall-Leutnant). 1735 és 1740 között VI. Károly nagykövete volt a berlini, majd a párizsi udvaroknál. 1739-ben felvették az Aranygyapjas rendbe és lovassági tábornoki kinevezést kapott. 1744-ben a tüzérség parancsnokává, egy évvel később pedig tábornagyi rangban valamennyi itáliai osztrák erő főparancsnokává nevezték ki. Előbbi minőségében (részben saját zsebéből) átszervezte az osztrák tüzérséget és a hadsereg legütőképesebb ágává tette. 1753-ban I. Ferenc császár rábízta Magyarország katonai parancsnokságát. 1760-ban Mária Terézia megbízásából hazájából Bécsbe kísérte József főherceg menyasszonyát, Pármai Izabellát. Utolsó nagyobb politikai feladata az volt, amikor II. József német-római császári választásán az uralkodó követeként (Prinzipalkommissar) vett részt a birodalmi gyűlésen. Ugyanekkor kitüntették a Szent István-rend nagykeresztjével.      

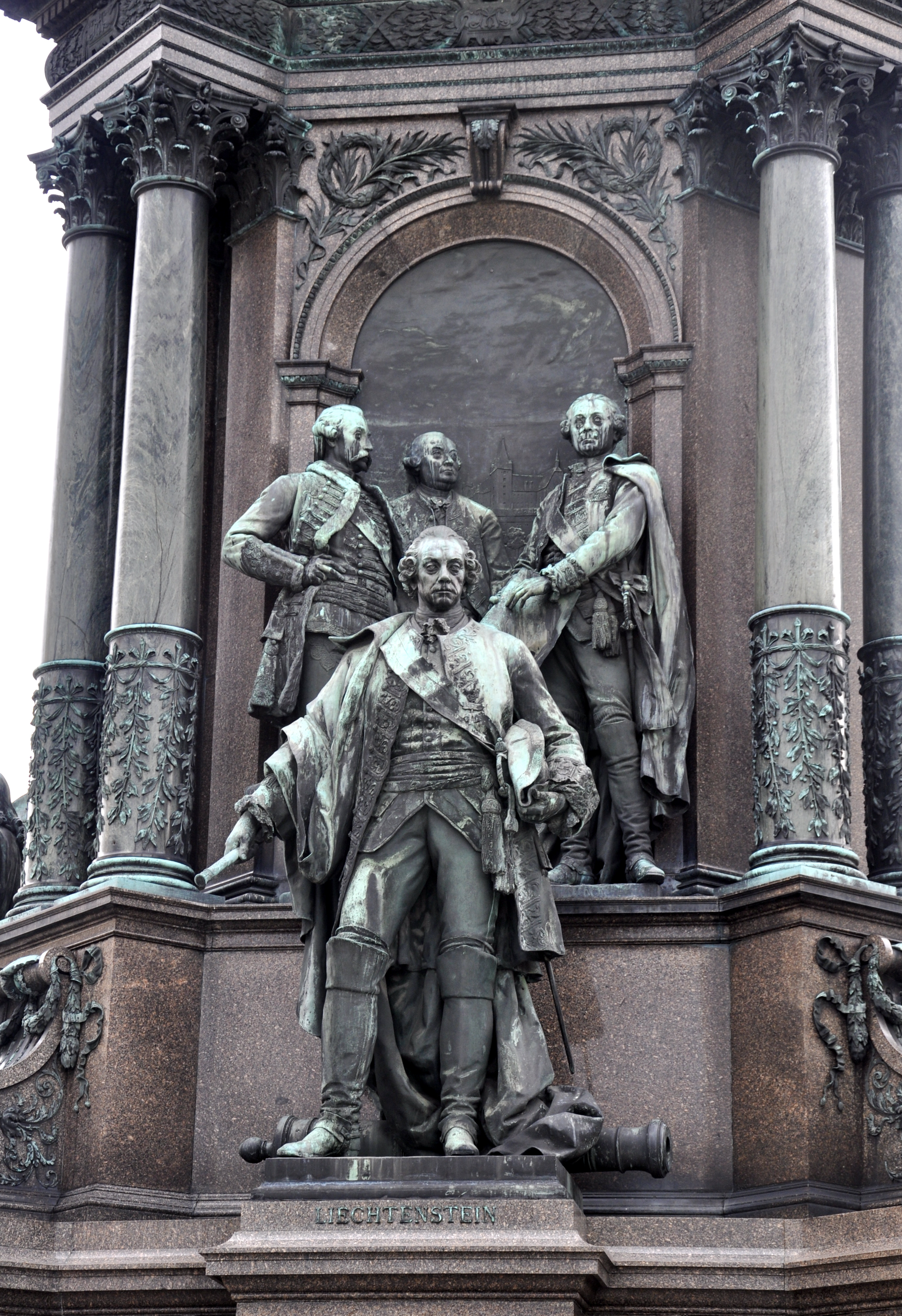
József Vencel szobra a bécsi Mária Terézia-emlékművön

1732-ben József János Ádám herceg halálával nyolcéves fia, János Nepomuk Károly lett a Liechtenstein-ház feje. 1745-ben bekövetkező nagykorúvá válásáig József Vencel vezette a dinasztiát; majd miután a fiatal herceg 1748-ban mindössze 24 évesen meghalt ténylegesen is ő lett Liechtenstein hercege, egészen haláláig.
József Vencel 1772. február 10-én halt meg Bécsben, 75 évesen. Sírja a családi temetkezőhelyen, a morvaországi Vranov u Brna községben található. Mivel fiúutódot nem hagyott maga után, unokaöccse, I. Ferenc József örökölte címeit és birtokait.

## Családja
József Vencel 1718-ban feleségül vette unokatestvérét (Antal Flórián lányát), Anna Maria Antonie von Liechtensteint (1699–1753). Öt gyermekük született, de mindegyik csecsemőkorban halt meg. 
- Philipp Anton (1719)
- Philipp Anton (1720)
- Philipp Ernst (1722–1723)
- Maria Elisabeth (1724)
- Maria Alexandra (1727)

## Emlékezete
Carrarai márványból faragott életnagyságú szobrát felállították a Hadvezérek csarnokában, a bécsi Hadtörténeti Múzeumban.

## Fordítás
- Ez a szócikk részben vagy egészben  a   Josef Wenzel (Liechtenstein) című német Wikipédia-szócikk ezen változatának fordításán alapul.  Az eredeti cikk szerkesztőit annak laptörténete sorolja fel. Ez a jelzés csupán a megfogalmazás eredetét és a szerzői jogokat jelzi, nem szolgál a cikkben szereplő információk forrásmegjelöléseként.

| Előző uralkodó: I. János Ádám | Liechtenstein hercege 1712 - 1718 | Következő uralkodó: Antal Flórián |

| Előző uralkodó: József János Ádám | Liechtenstein hercege 1732 - 1745 | Következő uralkodó: János Nepomuk Károly |

| Előző uralkodó: János Nepomuk Károly | Liechtenstein hercege 1748 - 1772 | Következő uralkodó: I. Ferenc József |